# Morgantown Personal Rapid Transit

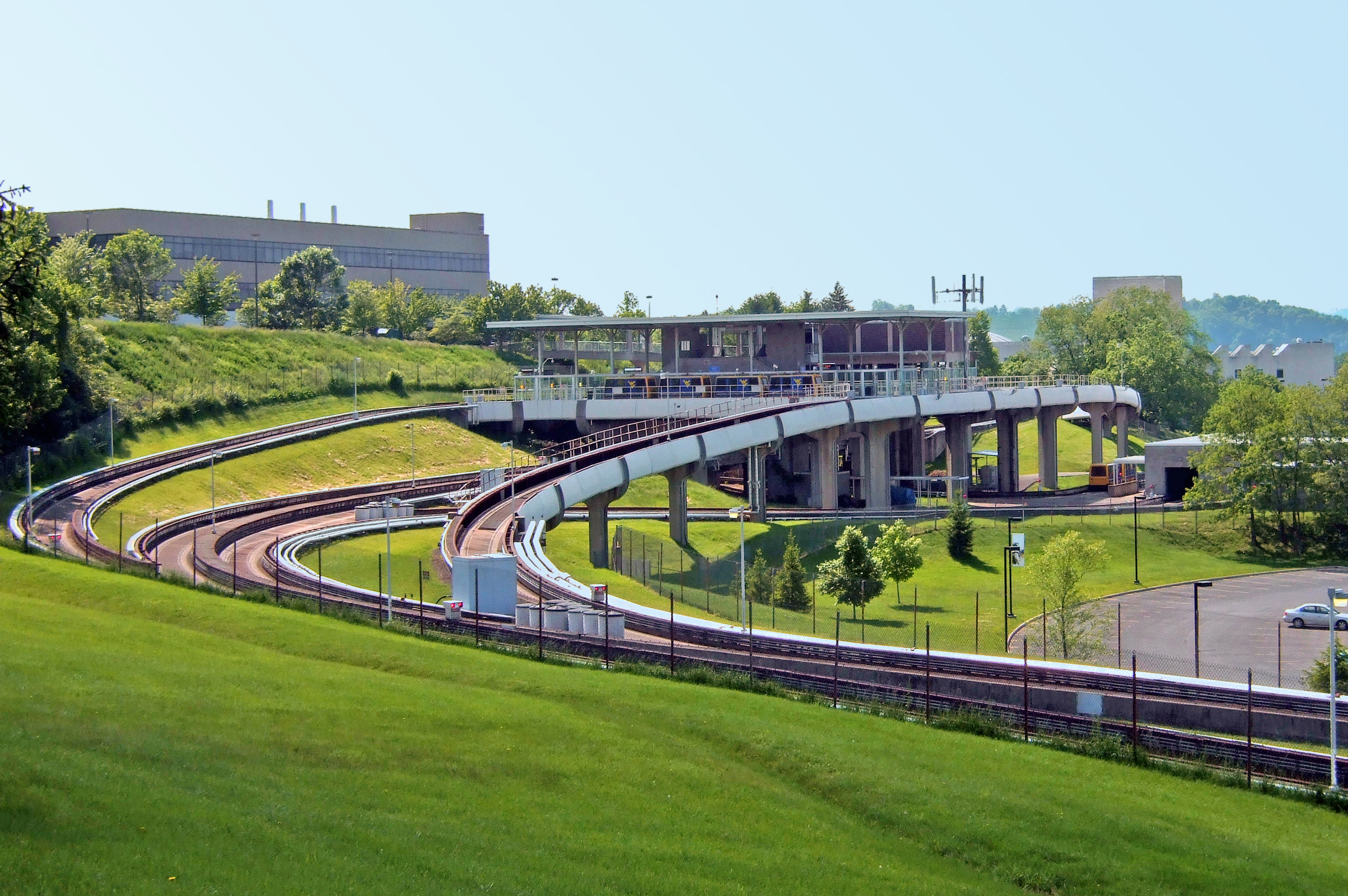
Een station van de Morgantown PRT. De voertuigen rijden op eenrichtingssporen, waardoor er haast nooit botsingen of ongevallen zijn.

Morgantown Personal Rapid Transit, ter plaatse meestal PRT genoemd, is een zogenaamde people mover in Morgantown, in de Amerikaanse staat West Virginia. Het systeem verbindt de drie campussen van de West Virginia University (VWU) in Morgantown, alsook het centrum van het stadje. Het systeem werd in 1975 geopend en blijft een van de weinige operationele personal rapid transit-systemen in de wereld. 